# فرانك فروند
فرانك فروند (بالإنجليزية: Frank Freund)‏ هو لاعب كرة قاعدة أمريكي، ولد في 5 يوليو 1875 في جيفرسونفيلي في الولايات المتحدة، وتوفي بنفس المكان في 5 نوفمبر 1933.

## وصلات خارجية
- فرانك فروند على موقعبيزبول رفرنس.كوم (الدوري الرئيسي) (الإنجليزية)
- فرانك فروند على موقعبيزبول رفرنس.كوم (الدوري الثانوي) (الإنجليزية)